# Lepidopa richmondi
Lepidopa richmondi är en kräftdjursart som beskrevs av Benedict 1903. Lepidopa richmondi ingår i släktet Lepidopa och familjen Albuneidae. Inga underarter finns listade i Catalogue of Life.